# Meg Cabot
Meg Cabot (nacida como Meggin Patricia Cabot; Bloomington, Indiana, 1 de febrero de 1967) es una escritora estadounidense de comedias románticas para jóvenes y adultos. También ha escrito bajo el seudónimo de Meggin Cabot, Patricia Cabot y Jenny Carroll.
A lo largo de su carrera ha escrito y publicado casi 40 libros, aunque se la conoce por su gran éxito "El Diario de La Princesa" que fue llevado a la gran pantalla en dos películas de la productora Walt Disney Pictures.
Cabot ha editado más de 15 millones de copias de sus libros - infantiles, juveniles y adultos - en todo el mundo. Su página web tiene una media de 61120 visitantes cada mes.

## Biografía
Cabot nace en Indiana. Sus padres son el profesor universitario C. Victor y Barbara Cabot. Tiene dos gatos de nombre Henrietta (tuerta) y Gem, de los cuales a veces habla en su blog. En 1991, Cabot recibió una licenciatura en Artes por la Universidad de Indiana.
Meg Cabot se casó con el escritor financiaro y poeta Benjamin D. Egnatz el 1 de abril de 1993. El día de su boda ("April’s Fool’s Day:" - Día de los Tontos o Inocentes o pez de abril) fue especialmente elegido para darle la razón a su marido que era de la opinión que sólo los tontos se casan. La boda fue realmente una escapada para casarse. Su novela "¿Ellos tienen corazón?" está basada en algunos detalles de su propia boda e incluye una sección final en la que la autora describe las diferencias y similitudes entre los dos hechos.
Antes de publicar su primer libro, Meg trabajó como asistente del encargado de los dormitorios en la Universidad de Nueva York. Después de vivir en Indiana, California, Nueva York y Francia, actualmente reside en Key West, Florida. Divide su tiempo entre su apartamento de Nueva York, y su granja de Bloomington, Indiana.
En mayo de 2006, el Harvard Crimson publicó informes de que la escritora de 19 años Kaavya Viswanathan plagió pasajes de la serie de Diarios de una Princesa para su novela "How Opal Mehta Got Kissed, Got Wild, and Got a Life". Su libro fue inmediatamente retirado de las librerías.

## Novelas infantiles
- "Allie Finkle’s Rules for Girls" (Las Reglas para chicas de Allie Finkle) se publicará el 1 de marzo de 2008. La portada muestra a la modelo Laura James de la agencia de modelos Ford Models como la cara de Allie Finkle.

El 5 de febrero de 2007, Scholastic Corporation publishing anunció que había obtenido los derechos de publicación de los futuros libros de Meg Cabot, incluyendo los libros para lectores entre 8 y 12 años. Cabot terminará su actual contrato con Harper Collins y entonces empezará a trabajar para Scholastic con sus nuevos libros infantiles.

## Novelas adolescentes

### The Princess Diaries- Serie de El Diario de La Princesa
El primer libro de la serie se publicó en octubre de 2000; la serie ha estado 38 semanas en la Lista de Superventas infantiles publicada por New York Times y se ha distribuidos a 37 países. Desde el 14 de abril de 2006, la serie se encuentra en el puesto número 4 de los más vendidos según New York Times.
La serie consta de los siguientes títulos:
- The Princess Diaries, v. I (octubre de 2000). Título en castellano: El Diario de La Princesa
- Volume II: Princess in the Spotlight (junio de 2001). Título en castellano: Princesa en escena
- Volume III: Princess in Love (marzo de 2002). Título en castellano: Princesa, ¿enamorada?
- Volume IV: Princess in Waiting (abril de 2003).Título en castellano:"Los lios de la Princesa"
- Volume IV and 1/2: Project Princess (agosto de 2003). Título en castellano:"Proyecto Princesa"
- Volume V: Princess in Pink (marzo de 2004). Título en castellano:"Princesa de rosa"
- Volume VI: Princess in Training (marzo de 2005). Título en castellano:"Princesa entrenando"
- Volume VI and 1/2: The Princess Present (octubre de 2004). Título en castellano:"El regalo de la Princesa"
- Volume VII: Party Princess (marzo de 2006)
- Volume VII and 1/2: Sweet Sixteen Princess (mayo de 2006)
- Volume VII and 3/4: Valentine Princess (diciembre de 2006)
- Volume VIII: Princess on the Brink (enero de 2007)
- Volume IX: Princess Mia (enero de 2008)
- Volume X: Forever Princess (enero de 2009)

Y los ilustrados por Chelsey McLaren:
- Princess Lessons (marzo de 2003)
- Perfect Princess (marzo de 2004)
- Holiday Princess (noviembre de 2005)

En 2001 y 2004, la serie fue llevada a la gran pantalla por Walt Disney Pictures como El Diario de La Princesa o Princesa por sorpresa y The Princess Diaries 2: Royal Engagement protagonidas por las actrices Anne Hathaway y Julie Andrews. Cabot ha agradecido en numerosas ocasiones en entrevistas o a través de su página web la publicidad que ambas películas le proporcionaron, lo cual le ha ayudado a convertirse en la escritora de éxito que es hoy.
Cabot ha anuanciado que la serie terminará en el décimo libro, cuando Mia cumpla 18 años. Sin embargo, también ha dicho que no descarta volver a escribir a cerca del personaje en futuras novelas.

### 1-800-WHERE-R-YOU - Serie 1-800-DÓNDE-ESTÁS
1. When Lightning Strikes (febrero de 2001)
2. Code Name Cassandra (agosto de 2001)
3. Safe House (marzo de 2002)
4. Sanctuary (septiembre de 2002)
5. Missing You (diciembre de 2006)

Esta serie gira en torno a Jessica Mastriani, una extraordinaria joven que tiene poderes psíquicos después de ser alcanzada por un rayo. Sus poderes le permiten conocer en sueños el paradero de niños perdidos. Después de ver la fotorgrafía de una persona, estos se le aparecen en sueños.
Los cuatro libros relatan su esfuerzo por intentar localizar a niños perdidos a la vez que intenta evitar las investigaciones del gobierno federal. Sin mencionar el hecho de que su madre no aprueba el chico que le gusta.
Los primeros cuatro libros fueron escritos bajo el seudónimo de Jenny Carrol. Después de las pobres ventas, la serie fue dejada en suspenso. Las ventas aumentaron cuando la serie fue reeditada en 2004 con el verdadero nombre de la autora.
Cabot expresó su disconformidad con la forma en la que acababa la serie y declaró que deseaba acabar la serie en 8 libros. Su actual editorial accedió a publicar una única novela más que cerrara la serie y Missing You fue editada en diciembre de 2006.
La serie 1-800-DÓNDE-ESTÁS es la base para la serie de televisión Missing, que fue emitida en el canal de televisión por cable estadounidense Lifetime durante tres temporadas desde 2003 a 2006 y en España por el canal Calle 13.

### All-American Girl- Serie La chica estadounidense
- All American Girl, septiembre de 2002
- Ready or Not: An All-American Girl Novel, julio de 2005

La serie cuenta la historia de Samantha Madison, una chica nativa de Washington que un día en el que se ha saltado la clase de arte de las actividades extraescolares, salva la vida del presidente de los Estados Unidos y se convierte en un héroe nacional.
Los dos libros tratan de su vida desde que se convierte en una celebridad y de su relación personal con el hijo del presidente, David.

### Avalon High
- Avalon High, diciembre de 2005
- Avalon High: Coronation (serie de tres libros de manga)
  - The Merlin Prophecy (3 de julio de 2007)
  - Hunter's Moon (se publica el 1 de septiembre de 2008)
  - Homecoming (sin fecha de publicación)

### Otros trabajos de ficción para jóvenes
- Nicola and the Viscount, agosto de 2002. Traducido como "Nicola y el Vizconde"
- Victoria and the Rogue, marzo de 2003
- Teen Idol, julio de 2004
- How to Be Popular, julio de 2006. Traducido como "Cómo ser popular"
- Pants On Fire (también conocido como Tommy Sullivan is a Freak), mayo de 2007
- Jinx 31 de julio de 2007
- Trilogía Airhead, 2008
- Trilogía Abandon, 2009

## Novelas para adultos

### Serie de Heather Wells
1. Size 12 is Not Fat, enero de 2006
2. Size 14 is Not Fat Either, noviembre de 2006
3. Big Boned, noviembre de 2007

Size 12 is Not Fat es una serie de novelas de misterio para adultos que refleja la vida de la antigua estrella del pop, Heather Wells. Heather fue en su día una estrella juvenil, pero fue despedida por su discográfica al intentar cantar las canciones que ella misma componía y no las que la discográfica le exigía.
El libro comienza cuando Heather encuentra trabajo como coordinadora de una residencia en la Universidad de Nueva York y rápidamente descubre que jóvenes de la residencia están siendo asesinadas.
El segundo libro se titulaba en un principio Phat Chick, pero fue modificado por los publicistas a It's Not Over Until The Size 12 Chick Sings, y finalmente a Size 14 is Not Fat Either, continuando la historia de la joven Heather Wells.

### Queen of Babble - Serie ¡He Vuelto a Hacerlo!
1. Queen of Babble, mayo de 2006
2. Queen of Babble in the Big City, junio de 2007
3. Queen of Babble Gets Hitched, mayo de 2008

Queen of Babble debutó en el puesto número 27 en la lista de superventas de New York Times, el mejor debut de todos los libros escritos por Meg Cabot. Fue también el primer libro en ser editado en pasta dura.
La serie se centra en la joven Lizzie Nichols, una amante de la moda vintage y de hablar. En el primer libro, su afición a hablar la mete en problemas con su novio inglés, Andrew, y Lizzie acaba huyendo a Francia donde se encuentra con su mejor amiga que está veraneando en una villa donde se celebran bodas.
Como la mayoría de los libros de Meg Cabot, el argumento se basa en el romance, pero en este caso ofrece una visón cómica de los problemas en los que se mete la protagonista por hablar más de la cuenta.
La serie está pensada como una trilogía.

### Novelas románticas
Estas novelas se encuentran escritas bajo el seudónimo "Patricia Cabot".
- Where Roses Grow Wild, marzo de 1998
- Portrait of My Heart, enero de 1999
- An Improper Proposal, noviembre de 1999
- A Little Scandal, junio de 2000
- Lady of Skye, diciembre de 2000
- Educating Caroline, noviembre de 2001
- Kiss the Bride, mayo de 2002

### Otras novelas
- The Boy Next Door, octubre de 2002 (publicada como Meggin Cabot). Traducido como "El Chico de al lado"
- She Went All the Way, December 2002 (publicada como Meggin Cabot)
- Boy Meets Girl, enero de 2004. Traducido como "Cuando tropecé contigo"
- Every Boy's Got One, enero de 2005. Traducido como "¿Ellos tienen corazón?"
- Ransom my heart,2009.
- Insatiable,2010.

## Otros trabajos

### Historias cortas
- "The Christmas Captive" (publicada como Patricia Cabot), incluida en la antología de historias románticas para adultos A Season in the Highlands, que fue publicada en noviembre de 2000.
- "Girl’s Guide to New York through the Movies," incluida en Metropolis Found: New York Is Book Country 25th Anniversary Collection, publicada en agosto de 2003.
- "Kate the Great," incluida en Thirteen: Thirteen Stories That Capture the Agony and Ecstasy of Being Thirteen, publicada en octubre de 2003.
- "Party Planner," incluida en la colección de historias cortas para adultos Girls' Night In, publicada en septiembre de 2004.
- "Connie "Hunter" Williams, Psychic Teacher," incluida en la colección de historias cortas para jóvenes Friends: Stories About New Friends, Old Friends, and Unexpectedly True Friends, publicada en agosto de 2005.
- "Allie Finklestine's Rules for Boys," incluida en la collación de historias cortas editadas por CosmoGIRL! y titulada Shining On que se publicó en abril de 2006.
- "Reunion," incluida en la colección de historias cortas para adultos Girls' Night Out, publicada en junio de 2004
- The exterminator's Daughter incluida en la antología de historias románticas Prom Nights From Hell publicada en febrero de 2007
- Noches de baile en el infierno junto a otras cuatro autoras: Kim Harrison, Michele Jaffe, Stephenie Meyer y Lauren Myracle, 2008